# 1987년 알리안사 리마 항공기 참사
1987년 알리안사 리마 항공기 참사(영어: 1987 Alianza Lima air disaster)는 1987년 12월 8일에 페루 벤타닐라에서 발생한 항공기 추락 사고이다. 이 사고로 43명이 사망했으며, 사망자 중에는 페루의 축구 클럽 알리안사 리마의 선수 17명, 직원 7명이 포함되어 있었다.